# Metro Vancouver Regional District
Metro Vancouver Regional District (fram till 2017 Greater Vancouver Regional District) är ett regionalt district i provinsen British Columbia i Kanada. Det ligger i sydvästra delen av provinsens fastland öster om Georgiasundet och norr om gränsen till USA och delstaten Washington. Distriktet består av staden Vancouver och intilliggande områden och genomskärs av Fraserfloden. Gränserna mellan Metro Vancouver Regional District och det föregående Greater Vancouver Regional District (1968-2017) är identiska.
Antalet invånare var 2 463 431 vid folkräkningen 2016 och ytan är 2 880 kvadratkilometer.

## Ingående enheter

Karta över Metro Vancouver Regional District med delarnas gränser.

I Metro Vancouver Regional District finns följande distrikt och municipaliteter:

- Village of Anmore
- Village of Belcarra
- Bowen Island Municipality
- City of Burnaby
- City of Coquitlam
- City of Delta
- City of Langley
- Township of Langley
- Village of Lions Bay
- City of Maple Ridge
- City of New Westminster
- City of North Vancouver
- District of North Vancouver
- City of Pitt Meadows
- City of Port Coquitlam
- City of Port Moody
- City of Richmond
- City of Surrey
- City of Vancouver
- District of West Vancouver
- City of White Rock